# 紀元前539年

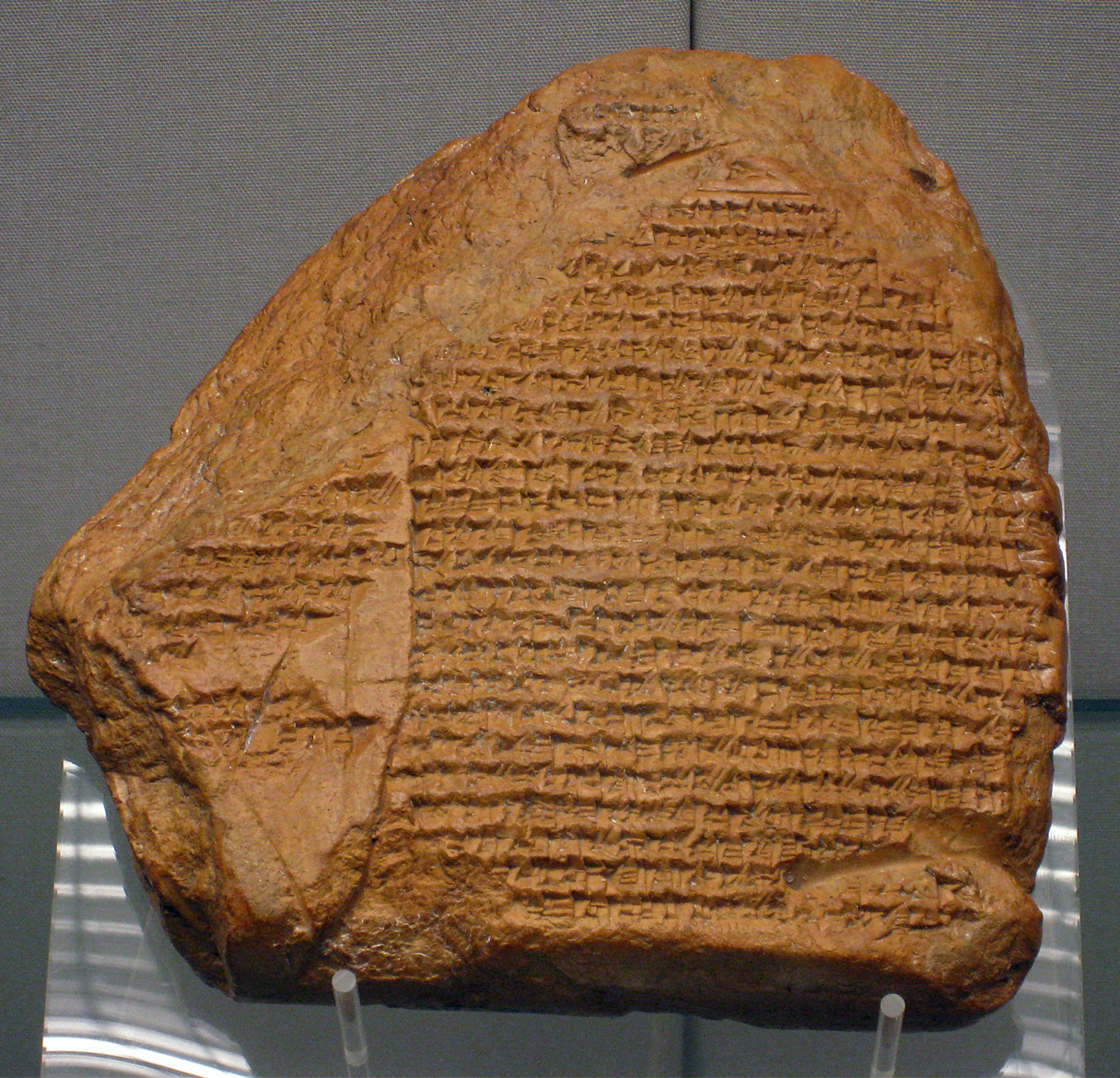
ナボニドゥスの年代記、大英博物館蔵。

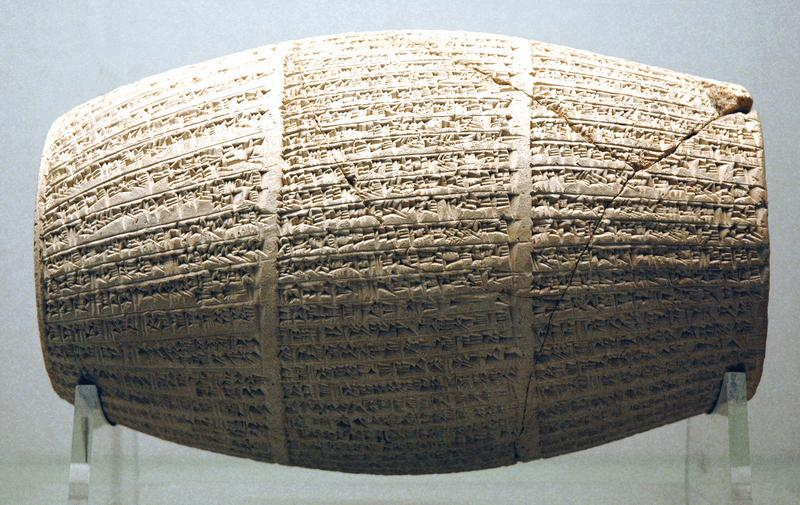
シッパル出土のナボニドゥスの円筒形碑文、大英博物館蔵。

紀元前539年（きげんぜんごひゃくさんじゅうきゅうねん）は、西暦（ローマ暦）による年。
紀元前1世紀の共和政ローマ末期以降の古代ローマにおいては、ローマ建国紀元215年として知られていた。紀年法として西暦（キリスト紀元）がヨーロッパで広く普及した中世時代初期以降、この年は紀元前539年と表記されるのが一般的となった。

## 他の紀年法
- 干支 : 壬戌
- 日本
  - 皇紀122年
  - 安寧天皇10年
- 中国
  - 周 - 景王6年
  - 魯 - 昭公3年
  - 斉 - 景公9年
  - 晋 - 平公19年
  - 秦 - 景公38年
  - 楚 - 霊王2年
  - 宋 - 平公37年
  - 衛 - 襄公5年
  - 陳 - 哀公30年
  - 蔡 - 霊侯4年
  - 曹 - 武公16年
  - 鄭 - 簡公27年
  - 燕 - 恵公6年
  - 呉 - 余祭9年
- 朝鮮
  - 檀紀1795年
- ベトナム :
- 仏滅紀元 : 6年
- ユダヤ暦 : 3222年 - 3223年

## できごと

### 中東
- 9月25日〜28日? - オピスの戦い：キュロス2世（キュロス大王）が率いたアケメネス朝ペルシアの軍勢が、新バビロニアの軍勢を打ち破った。
- 10月7日 - ゴブリュアス（英語版）の率いたペルシア軍が、抵抗なくバビロンに入城した。10月29日にはキュロスもバビロンに入城した。アケメネス朝ペルシアは、新バビロニアを併合した。
  - キュロス大王によるバビロン征服は、ナボニドゥスの年代記、ナボニドゥスの円筒形碑文、キュロス・シリンダーなどによって伝えられている。年号については楔形文字で粘土板に記された天文観測記録から、天文学的に確定されている[1]。

### 中国
- 鄭の游吉が少姜の葬儀に参列するために晋に赴いた。
- 斉の景公が宰相の晏嬰を晋に使節として派遣した。晏嬰は晋の重臣であった羊舌肸（叔向）と会い、斉の政権がやがては陳氏（田氏）のものになるだろうと述べた[2]。
- 鄭の簡公が晋に赴いた。
- 晋の韓起（韓宣子）が斉に赴き、少姜に代わる公女を迎えた。子尾（公孫蠆）が公女を自分の娘とすり替えた。
- 燕の大夫が恵公の寵臣を殺害したため、恵公は斉に亡命した。

## 死去
- ナボニドゥス - 新バビロニア最後の王
- 成公 - 滕の君主